# Fábio Carvalho
Fábio Leandro Freitas Gouveia Carvalho (ur. 30 sierpnia 2002 w Torres Vedras) – portugalsko-angielski piłkarz pochodzenia angolskiego, występujący na pozycji pomocnika w angielskim klubie Brentford. Wychowanek Benfiki, w trakcie swojej kariery grał także w takich zespołach jak Fulham, Liverpool, RB Leipzig oraz Hull City. Młodzieżowy reprezentant Anglii i Portugalii.